# 단성면 (산청군)
단성면(丹城面)은 대한민국 경상남도 산청군의 면이다. 단성면은 산청군의 서남단에 위치, 지리산 입구에 있는 곳으로 하동군 옥종면, 진주시 수곡면, 대평면, 명석면과 접경하고 있고, 국도 제20호선, 대전통영고속도로, 단성 IC 및 산청휴게소 등이 있다.

## 행정 구역
- 강누리
- 묵곡리
- 당산리
- 창촌리
- 자양리
- 입석리
- 운리
- 소남리
- 성내리
- 사월리
- 백운리
- 호리
- 청계리
- 방목리
- 관정리
- 남사리
- 길리

## 문화
- 성철스님 생가(겁외사)
- 면화시배지
- 운리 동서 삼층석탑
- 단성향교
- 백운 어천계곡
- 소남청소년수련원
- 지리산청소년수련원
- 지리산참숯굴 찜질방
- 진산관광농원
- 운곡관광농원

## 특산물
- 밤(960ha)
- 딸기(112ha)
- 단감(110ha)
- 곶감(80ha)
- 고구마(142ha)
- 배(13.5ha)

## 교육
- 단성초등학교 (성내리)
  - 소남분교 (폐교) - 목화로474번길 14-5 (소남리)
  - 남사분교 (폐교) - 목화로 20-3 (남사리)
- 금만초등학교 (폐교) - 옥단로 2004 (창촌리)
  - 백곡분교 (폐교) - 덕천로 772 (호리)(現 지리산고등학교)
- 입석초등학교 (폐교) - 호암로264번길 19-3 (입석리)
- 단성중학교 (강누리)
- 단성고등학교 (강누리)